# Dingle-Nunatak
Der Dingle-Nunatak ist ein Nunatak auf Snow Hill Island südlich der Nordspitze der Antarktischen Halbinsel. Er durchbricht 2,8 km südlich des Day-Nunatak die Eiskappe der Insel.
Das UK Antarctic Place-Names Committee benannte ihn 1995 nach Richard Vernon Dingle (* 1943), leitender Geologe des British Antarctic Survey, der zwischen 1994 und 1995 die paläoklimatologischen Veränderungen in der Antarktis auf der James-Ross-Insel untersuchte.